# Ansgar-Gruppe
Die Ansgar-Gruppe (nach eigener Schreibung auch ANSGAR GRUPPE) ist ein 2010 gegründeter katholischer Krankenhausverbund mit aktuell drei Krankenhäusern. Gesellschafter sind das Erzbistum Hamburg und der Erzbischöfliche Stuhl zu Hamburg.

## Geschichte
Die Ansgar-Gruppe wurde als gemeinnützige GmbH mit Gesellschaftsvertrag vom 13. Dezember 2010 gegründet. Gründungs-Geschäftsführer waren Berthold Bonekamp-Kerkhoff, Hennig David-Studt und Werner Koch. Vorsitzender des Aufsichtsrats war Weihbischof Hans-Jochen Jaschke.
Zum Verbund gehören das Marienkrankenhaus Hamburg, das Kinderkrankenhaus Wilhelmstift und das Marien-Krankenhaus Lübeck. In den drei Krankenhäusern wurden im Jahr 2018 ca. 160.000 Patienten behandelt. Der Verbund beschäftigte über 2.000 Mitarbeiter.
Im Juni 2019 berichtete das Hamburger Abendblatt, dass das Erzbistum Hamburg die Mehrheit seiner Anteile an vier Krankenhäusern – darunter alle drei Betriebe der Ansgar Gruppe – an einen strategischen Partner veräußern wolle. Grund sei eine dramatisch zunehmende Verschuldung des Bistums. Sie habe im Jahr 2017 83 Millionen Euro betragen und werde ohne Gegenmaßnahmen bis 2021 auf etwa 350 Millionen Euro ansteigen.